# Wonder Lake
Wonder Lake – wieś w Stanach Zjednoczonych, w stanie Illinois, w hrabstwie McHenry.